# Hong Kong en los Juegos Paralímpicos de Seúl 1988
Hong Kong estuvo representado en los Juegos Paralímpicos de Seúl 1988 por un total de 42 deportistas, 31 hombres y 11 mujeres.

## Medallistas
El equipo paralímpico hongkonés obtuvo las siguientes medallas:
| Nombre                                                          | Deporte                    | Evento                                 |
| --------------------------------------------------------------- | -------------------------- | -------------------------------------- |
| Oro                                                             |                            |                                        |
| —                                                               |                            |                                        |
| Plata                                                           |                            |                                        |
| Wong Ying                                                       | Esgrima en silla de ruedas | Espada individual 4-6 femenino         |
| Yuen Shuk Han                                                   | Esgrima en silla de ruedas | Florete individual 1C-3 femenino       |
| Bronce                                                          |                            |                                        |
| Cheung Yiu Cheung                                               | Atletismo                  | 100 m C7 masculino                     |
| Chan Shing Chung Chan Wai Hung Chang Siu Hung Cheung Yiu Cheung | Atletismo                  | 4 × 100 m C7-8 masculino               |
| Wong Mei Lan Chan Kam Tim Cho Ping Ng Kam Mui                   | Atletismo                  | 4 × 100 m 2-6 femenino                 |
| Yuen Shuk Han                                                   | Esgrima en silla de ruedas | Espada individual 1C-3 femenino        |
| Lau Sik                                                         | Esgrima en silla de ruedas | Espada individual 1C-3 masculino       |
| Equipo                                                          | Tenis de mesa              | Equipo 4 masculino                     |
| Leung Shui Mai                                                  | Tiro                       | Rifle de aire de rodillas 2-6 femenino |